# Jane Yolen

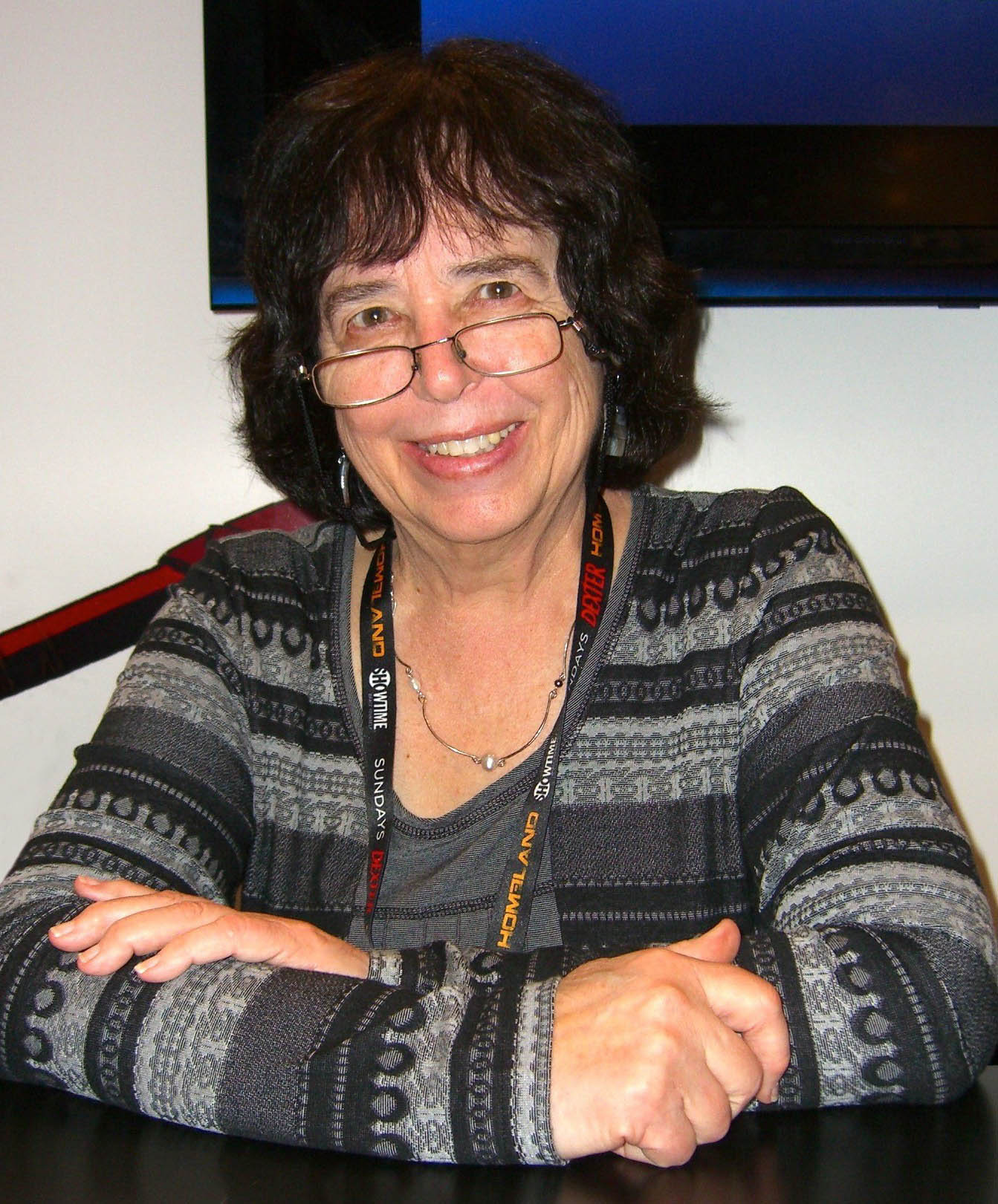
Jane Yolen (2011)

Jane Hyatt Yolen (New York, 11 februari 1939) is een Amerikaans schrijfster en editor van bijna driehonderd boeken, waaronder voornamelijk folklore, fantasy, sciencefiction en kinderboeken. Ze is onder andere bekend van haar Nebula Award-winnende boek Sister Emily's Lightship (kort verhaal) en Lost Girls, maar ook van Owl Moon en The Emperor and the Kite. Met Commander Toad en How Do Dinosaurs Say Goodnight won ze meerdere malen de Caldecott Medal.

## Persoonlijk leven
Yolen werd geboren in New York, maar opgevoed in Californië, Virginia, New York en Connecticut. Haar vader was een journalist en publicist. In 1960 kreeg ze van het Smith College haar bachelors en een master van de Universiteit van Massachusetts Amherst in 1976. In 1962 trouwde ze met de computerwetenschapper David Stemple tot zijn dood op 22 maart 2006. Ze heeft drie kinderen: Heidi, Adam en Jason. Ze heeft verschillende kleinkinderen.